# Vlada Rosljakova
Vlada Rosljakova (in russo Влада Рослякова?), all'anagrafe Elena Vladimirovna Rosljakova (in russo Еле́на Влади́мировна Росляко́ва?; Omsk, 8 luglio 1987) è una supermodella russa.

## Biografia
Quando comincia la carriera di modella, decide di cambiare il suo nome di battesimo, Elena, per non rischiare di venire confusa con la modella russa Elena Rosenkova scegliendo appunto "Vlada" che ricorda il nome del padre naturale Vladimir. Comincia la propria carriera nella moda all'età di 17 anni sotto contratto con l'agenzia di moda Ceca Bohemia Model Management di Praga nel febbraio 2004, anno in cui debutta a Parigi nella sfilata di Yohji Yamamoto pret-a-porter primavera/estate 2005.
Firma il contratto con l'agenzia internazionale Women Model Management e nella primavera del 2005 debutta anche nell'Alta Moda per le griffe di Givenchy e Jean Paul Gaultier per le collezioni autunno/inverno 2005. Nello stesso anno è testimonial nelle campagne pubblicitarie di Moschino Cheap and Chic e Dolce & Gabbana.
Rientra nel gruppo delle modelle dell'Est di "seconda generazione" nate negli anni ottanta, principalmente russe, bielorusse, ucraine e rumene dopo quelle "apripista" di "prima generazione" nate dal '65 all'80 e per lo più slovacche, ceche ed estoni. Ha partecipato ad oltre 450 sfilate ed è apparsa per 7 volte sulla copertina di Vogue nel mondo.
Vlada Rosljakova insieme a Jessica Stam, Snejana Onopka,Heather Marks,Gemma Ward, Lisa Cant, Sasha Pivovarova Tanya D, e Lily Cole ha rappresentato negli anni 2000 il gruppo delle top model soprannominato "Doll-Face" (viso da bambola).